# Papanași
Papanași es un pastel rumano tradicional frito o hervido, en forma de rosquilla con una pequeña esfera en la parte superior. Por lo general, se rellenan con un queso suave como el urdă. Los papanași se sirven cubiertos de crema agria y con cualquier tipo de cobertura de mermelada agria. 
La palabra papanași puede provenir del latín papa o pappa, que significa "comida para niños".